# Akáclevél-sátorosmoly
Az akáclevél-sátorosmoly (Macrosaccus robiniella korábban Phyllonorycter robiniella) a valódi lepkék (Glossata) közé sorolt keskenyszárnyú molylepkefélék (Gracillariidae) családjának egyik, Magyarországon is élő faja.

## Elterjedése, élőhelye
Észak-amerikai faj, amit az 1990-es évek elején hurcoltak be Európába, ahol 1993 óta tudunk jelenlétéről. Svájcban, Olaszországban, Ausztriában, Szlovákiában és Magyarországon dokumentálták előfordulását.

## Megjelenése
A lepke kávébarna színű szárnyát világosabb, ék alakú foltok díszítik. A szárny fesztávolsága 6–8 mm.

## Életmódja
Általában két nemzedéke van, de hosszú, meleg nyarakon egy harmadik is kifejlődhet. A hernyók aknájukban bábozódnak. Régebbi ismeretek szerint a bábok telelnek át a levélben, újabb
megfigyelések szerint az imágó telel át, főleg a fák kérge alatt.
Egyetlen tápnövénye az akác, a hernyó a levél fonákján rág foltaknát. A felső akna ritka, de előfordul, és nagy ritkán több hernyót is találhatunk egy-egy aknában.